# SN 2008ey
SN 2008ey – supernowa typu Ia odkryta 18 sierpnia 2008 roku w galaktyce IC 262. W momencie odkrycia miała maksymalną jasność 18,10m.